# Saint-Jean-Hulst
 (août 2021).
 (août 2021).
Saint-Jean-Hulst, anciennement Saint-Jean-de-Béthune, est un établissement d’enseignement privé catholique situé à Versailles et accueillant plus de 3 000 élèves, répartis sur 107 classes de l’école maternelle au lycée.

## Historique

### Saint-Jean-de-Béthune
Le 28 septembre 1871, Jean-Pierre Mabile, évêque de Versailles, autorise « les pères Eudistes établis à Versailles à s’occuper de l’œuvre des militaires » ; la communauté se consacre alors à la formation et à l’éducation des jeunes.
Fondée en 1878 au 2 bis, rue des Bourdonnais à Versailles, l’école Saint-Jean se déplace rapidement avec la construction du collège actuel, à partir de 1881, rue de Béthune (actuelle rue du Maréchal-de-Lattre-de-Tassigny), alors en pleine campagne.
Dans un contexte de crise entre l’Église et l’État et consécutivement aux lois sur les congrégations, la communauté doit s’exiler dès 1903 et la direction, auparavant aux mains du père Loisel, est confiée à des laïcs. Maurice Dumont, dont l’école conserve le souvenir grâce à une plaque commémorative dans le hall de l’odéon, rachète alors l'ensemble des immeubles du collège, confisqué, et le rend vingt ans plus tard à la communauté à travers une quasi-donation.
| Évolution des effectifs du lycée (1878-2020) |
| Le graphique qui aurait dû être présenté ici ne peut pas être affiché car il utilise l'ancienne extension Graph, désactivée pour des questions de sécurité. Des indications pour créer un nouveau graphique avec la nouvelle extension Chart sont disponibles ici . |

Successivement appelée école de Béthune en 1907, puis école Saint-Jean-de-Béthune en 1911, l’établissement connaît une croissance régulière de ses effectifs, tandis que l’internat ferme ses portes dans les années 1960.

### Collège d’Hulst
En 1919, Jenny Pimor, fondatrice et directrice du Collège d’Hulst, vaste réseau d’écoles de jeunes filles alors en pleine expansion, confie la fondation d’une succursale versaillaise à Lucie Lehujeur, première directrice commémorée jusqu’à la fermeture de l’internat par la fête de la Sainte-Lucie le 13 décembre. D’abord situé impasse du Débarcadère, le Collège emménage en 1926 dans de nouveaux bâtiments, construits rue Rémilly grâce au legs de la comtesse Marthe de Fels. À la mort de Lucie Lehujeur en 1944, c’est Suzanne Moreau-Rendu qui lui succède jusqu’en 1959, puis Nicole Capitan jusqu’en 1992. Parmi les activités proposées, les jeunes filles du Collège sont initiées, dans les années 1966-1967, à la culture cinématographique par le dispositif éducatif École et Cinéma : projections de classiques, ateliers d’écriture de scénario et de réalisation.[réf. nécessaire] Toutefois, les diverses implantations du Collège d’Hulst connaissent par la suite une succession de fermetures, à laquelle ne font exception que celles de Versailles et de Paris, cette dernière ayant finalement également fusionné pour donner naissance à l’actuel lycée Paul Claudel-d’Hulst.

### Saint-Jean-Hulst
Saint-Jean-de-Béthune (école, collège et lycée de garçons situés rue du Maréchal-de-Lattre-de-Tassigny, sous tutelle eudiste) opère avec Hulst (école, collège et lycée de filles situés rue Rémilly, sous tutelle diocésaine) une fusion en deux grandes étapes : le lycée en 1992, puis l'école primaire et le collège en 2003 et 2004. Les classes sont aujourd’hui géographiquement réparties entre le 16 et 28 rue Rémilly pour l'école maternelle et primaire, et le 26 rue du Maréchal-de-Lattre-de-Tassigny pour le collège et le lycée.
Les Eudistes, fondateurs du lycée et constituant à l’origine la quasi-totalité du corps enseignant, ne sont aujourd’hui présents qu’en qualité d’aumôniers, quoique la congrégation exerce toujours la tutelle sur l’établissement, conjointement avec le diocèse de Versailles.

## Projet éducatif
L’établissement à la réputation d’être associé à un certain niveau scolaire, envoyant notamment régulièrement et en importantes proportions des élèves en classes préparatoires (voir section Résultats).
L’anglais, l’allemand et l’espagnol (en LV2 uniquement) sont proposés à l’étude à partir du collège, de même que le latin et le grec ancien en option (respectivement à partir de la cinquième et de la troisième).

### ClasseCome Bac
Depuis la rentrée 2007, l’établissement a ouvert une classe de terminale pour les jeunes adultes désireux d’obtenir le baccalauréat. Ce « lycée Nouveau Départ », sous contrat, propose les trois spécialités suivantes : SES (sciences économiques et sociales), HGGSP (histoire-géographie, géopolitique et sciences-politiques) et HLP (humanités, littérature et philosophie).
Cette initiative, du nom de classe Come Bac, s’adresse notamment à de jeunes adultes ayant interrompu leur scolarité à partir de la fin de la seconde, souhaitant reprendre des études sans pour autant arrêter une activité professionnelle à temps partiel, ou bien ayant besoin d’un baccalauréat pour mener à bien leur projet professionnel.

### Classe ULIS
Depuis la rentrée scolaire 2006-2007, la classe ULIS (unité localisée pour l’inclusion scolaire) accueille 10 élèves présentant des troubles des fonctions cognitives (TFC), accompagnés par une enseignante spécialisée et un accompagnant des élèves en situation de handicap.

### Vie de l’établissement
Un certain nombre d’activités, d’éléments de vie associative et de spécificités éducatives été mis en œuvre : musique, théâtre et voyages à l’étranger ou en France, association sportive.
Concours d’éloquence
Le traditionnel concours d’éloquence de l’établissement voit s’affronter en trois épreuves des élèves de première et de terminale jusqu’en finale. Cette dernière a lieu chaque année au théâtre Montansier à Versailles. Elle est présidée par des personnalités du monde de la culture.
| Année                       | 2007                 | 2008               | 2009                      | 2010               | 2011           | 2012            | 2013                    | 2014          | 2015             | 2016        | 2017             | 2018              | 2019                   | 2022              | 2023           |
| --------------------------- | -------------------- | ------------------ | ------------------------- | ------------------ | -------------- | --------------- | ----------------------- | ------------- | ---------------- | ----------- | ---------------- | ----------------- | ---------------------- | ----------------- | -------------- |
| Président d’honneur du jury | François de Mazières | Philippe Beaussant | Patricia Bouchenot Dechin | Étienne de Montety | Patrick Wallon | Patrick Préjean | François-Xavier Bellamy | Bernard Pivot | Martine Sinniger | Michel Zink | Stéphanie Tesson | Alix de Zélicourt | Emmanuel de Waresquiel | Catherine Deysine | Camille Pascal |

## Directeurs successifs
- 1879-1886 : père Regnault
- 1886-1888 : père Jollivel
- 1888-1894 : père Regnault
- 1894-1903 : père Loisel
- 1903-1906 : Alexandre (directeur laïc)
- 1907-1915 : père Léon
- 1915-1925 : père Diveaux
- 1925-1941 : père Boivent
- 1941-1955 : père Daumer,
- 1955-1958 : père Daniel,
- 1958-1966 : père Louis Barbé, eudiste
- 1966-1969 : père Robert de Pas, eudiste
- 1969-1971 : père Claude Courtois
- 1971-1973 : Jean de La Tullaye
- 1974-1984 : père Hennebicque, eudiste
- 1984-1990 : Alain Taverne
- 1990-1999 : Jean Brun
- 1999-2003 : Jean Furri
- 2003-2018 : Marie-Hélène Delouis
- Depuis 2018 : Christel Lemerle

## Résultats
En 2023, le lycée Saint-Jean-Hulst est classé 3e meilleur lycée de l’Académie de Versailles et 68e à l’échelle nationale.
| 2006 |  | 0 |  |

| 2007 |  | 0 |  |

| 2008 |  | 0 |  |

| 2009 |  | 0 |  |

| 2010 |  | 1 |  |

| 2011 |  | 0 |  |

| 2012 |  | 0 |  |

| 2013 |  | 2 |  |

| 2014 |  | 0 |  |

| 2015 |  | 1 |  |

| 2016 |  | 2 |  |

| 2017 |  | 5 |  |

| 2018 |  | 3 |  |

| 2019 |  | 3 |  |

## Personnalités liées à l’établissement

### Anciens élèves
Créée en 1886, l’association des anciens élèves de Saint-Jean-Hulst entretient une base de plus de 16 500 noms, censée renforcer l’effet de réseau entre alumni.
Personnalités religieuses
- Didier Berthet (1962-2023), évêque de Saint-Dié (2016-2023) ;
- Éric Bidot (1971- ), promotion 1970, évêque de Tulle (2025-) ;
- Gustave Blanche (en) (1848-1916), évêque, vicaire apostolique du Golfe Saint-Laurent et du Labrador ;
- Armand François Blanquet du Chayla (en) (1887-1940), archevêque latin de Bagdad ;
- Robert de Boissonneaux de Chevigny (1920-2011), évêque de Nouakchott ;
- Luc Crepy (1958- ), évêque du Puy-en-Velay (2015-2021), évêque de Versailles (2021- ) ;
- Michel Dubost (1942- ), évêque d’Évry-Corbeil-Essonnes ;
- René Graffin (1899-1967), archevêque de Yaoundé (1955-1961) ;
- Albert Malbois (1915-2017), évêque émérite d’Évry-Corbeil-Essonnes ;
- Armand-François Le Bourgeois (1911-2005), évêque d’Autun ;
- Paul Richaud (1887-1968), cardinal-archevêque de Bordeaux ;
- François de Sainte-Marie (né François Liffort de Buffévent) (1910-1961), carme déchaux ;
- Bruno Valentin (1972- ), évêque auxiliaire de Versailles (2018-2022), puis évêque de Carcassonne et de Narbonne (2023- ) ;
- René Voillaume (1905-2003), prêtre ;
- Daniel Joëssel (1908-1940), prêtre, Mort pour la France [14].

Personnalités du monde de la culture et des médias 
- Jehan Alain (1911-1940), compositeur et organiste[14] ;
- Jean d’Arcy (1913-1983), directeur des programmes à la Radiodiffusion-télévision française ;
- Christophe Bataille (1971-), écrivain français ;
- Henry Bataille (1872-1922), dramaturge et poète français ;
- Guillaume de Bertier de Sauvigny (1912-2004), historien ;
- Philippe Dauchez (1929- ), comédien et professeur d’art dramatique ;
- Jean Demachy (1925-2008), illustrateur et journaliste ;
- Jean-Charles Deniau (1945- ), journaliste, auteur, réalisateur français ;
- Albert Ducrocq (1921-2001), scientifique, journaliste, écrivain ;
- François Foucart (1933- ), journaliste, chroniqueur judiciaire et informateur religieux ;
- Bruno Guiblet (1951- ), romancier ;
- Georges Lacombe (1868-1916), peintre ;
- Antoine de La Garanderie (1920-2010), philosophe et pédagogue ;
- Jacques de la Presle (1888-1969), compositeur ;
- Xavier Larère (1933- ), producteur de télévision et de cinéma ;
- Bruno Madinier (1960- ), comédien ;
- François Maistre (1925-2016 ), acteur;
- Joseph Malègue (1876-1940), écrivain français ;
- Henri Marret (1878-1964), peintre ;
- Philippe Meyer (1947- ), chroniqueur, écrivain, homme de radio et de télévision ;
- Étienne de Montety (1965- ), directeur adjoint de la rédaction du Figaro ;
- François Nicolas (1947- ), compositeur ;
- Erik Arnoult dit Erik Orsenna (1947- ), romancier, membre de l’Académie française ;
- Patrick Préjean (1944- ), comédien ;
- Vincent Régnier (1961- ), journaliste ;
- Henri Emilien Rousseau (1875-1933), peintre orientaliste provençal et camarguais ;
- Michel de Saint Pierre (1916-1987), écrivain et journaliste ;
- Maurice Teynac (1915-1992), acteur et metteur en scène.

Personnalités politiques, hauts fonctionnaires 
- Aurore Bergé (1986- ), députée LREM de la dixième circonscription des Yvelines (2017- ) ;
- Emmanuel Hoog (1962- ), haut fonctionnaire, ancien président-directeur général de l’Agence France-Presse et de l’INA ;
- Henry de Lesquen (1949- ), haut fonctionnaire ;
- François de Mazières (1960- ), député-maire de Versailles ;
- Pierre d'Orléans-Bragance (1875-1940)[14], prétendant au trône du Brésil, avec ses frères Antoine et Louis d’Orléans-Bragance ;
- Muriel Pénicaud (1955- ), ministre du travail sous le gouvernement Édouard Philippe I et II (élève d’Hulst) ;
- Gilles de Robien (1941- ), député de la Somme, maire d’Amiens, ministre de l’Équipement et des Transports, ministre de l’Éducation nationale ;
- Paul-Louis Tenaillon (1921–2012), député des Yvelines, président du Conseil général des Yvelines.

Résistants
- Jean de Bazelaire de Ruppierre (1916-1943), compagnon de la Libération, Mort pour la France [14] ;
- Henri Chanay (1913-1944), Mort pour la France [14] ;
- Pierre Fenaux de Maismont (1911-1944), compagnon de la Libération, Mort pour la France [14] ;
- Joseph de Ferrières de Sauveboeuf (1918-1944), compagnon de la Libération, Mort pour la France [14] ;
- Roger Gérard (1898-1968), compagnon de la Libération[14] ;
- Comte François d'Humières (1922-1945), compagnon de la Libération, Mort pour la France [14] ;
- Emmanuel d’Astier de La Vigerie (1900-1969), écrivain, journaliste et homme politique, compagnon de la Libération[14].

Autres
- Charles de Lambert (1865-1944), aviateur ;
- Jean Bruyas (1917-2001), juriste et philosophe ;
- Stéphane Roussel (1961- ), homme d’affaires, président-directeur général de Gameloft, membre du directoire de Vivendi.

### Anciens professeurs
- Guillaume de Bertier de Sauvigny (1912-2004), eudiste, professeur d’histoire et géographie.
- Antoine de La Garanderie (1920-2010), pédagogue, professeur de philosophie et de culture générale ;